# 西澳大利亞尾囊海龍
西澳大利亞尾囊海龍（学名：Mitotichthys meraculus），為輻鰭魚綱棘背魚目海龍魚科的其中一種，該物種分布於西澳大利亞海域，體長可達22公分，棲息在內灣海域，卵胎生。